# Marco Gerolamo Vida
Marco Gerolamo Vida o Marcus Hieronymus Vida (Cremona, cap a 1489 - 27 de setembre de 1566) va ser un erudit, poeta i religiós humanista italià que va escriure la seva obra en llatí.
Va rebre el nom de Marco Antonio quan fou batejat, però el va canviar per Marco Gerolamo quan es va incorporar a l'ordre del Canonici Regolari Lateranensi. Durant la seva adolescència va adquirir fama considerable per la composició de dos poemes didàctics en llatí: el Joc dels escacs (Scacchia ludus) i el Cuc de Seda (Bombyx). Aquesta reputació li va permetre de fer-se un lloc en la cort papal a Roma, que es convertia ràpidament en el lloc on els estudiants podien trobar espai adequat per als seus talents literaris. Vida va arribar Roma en els últims anys del pontificat de Juli II. Lleó X, el seu successor el 1513, el va tractar amb el favor esperat, i li va concedir el priorat de Sant Silvestre a Frascati, i li va demanar que compongués un poema heroic en llatí sobre la vida de Crist. D'aquí va sorgir Christiados libri sex, la més cèlebre, i probablement la millor obra de Vida. No obstant això aquesta obra no va veure la llum en el curs del pontificat de Lleó X. Entre els anys 1520 i 1527, Vida va escriure la segona de les seves obres mestres en hexàmetres llatins, un poema didàctic sobre l'Art de la Poesia.
Climent VII el va elevar a la dignitat de protonotari apostòlic, i el 7 de febrer de 1533 el va nomenar bisbe d'Alba. És probable que fixés la seva residència en aquesta ciutat poc després de la mort del papa Climent, i allà hi va passar la resta dels seus anys.

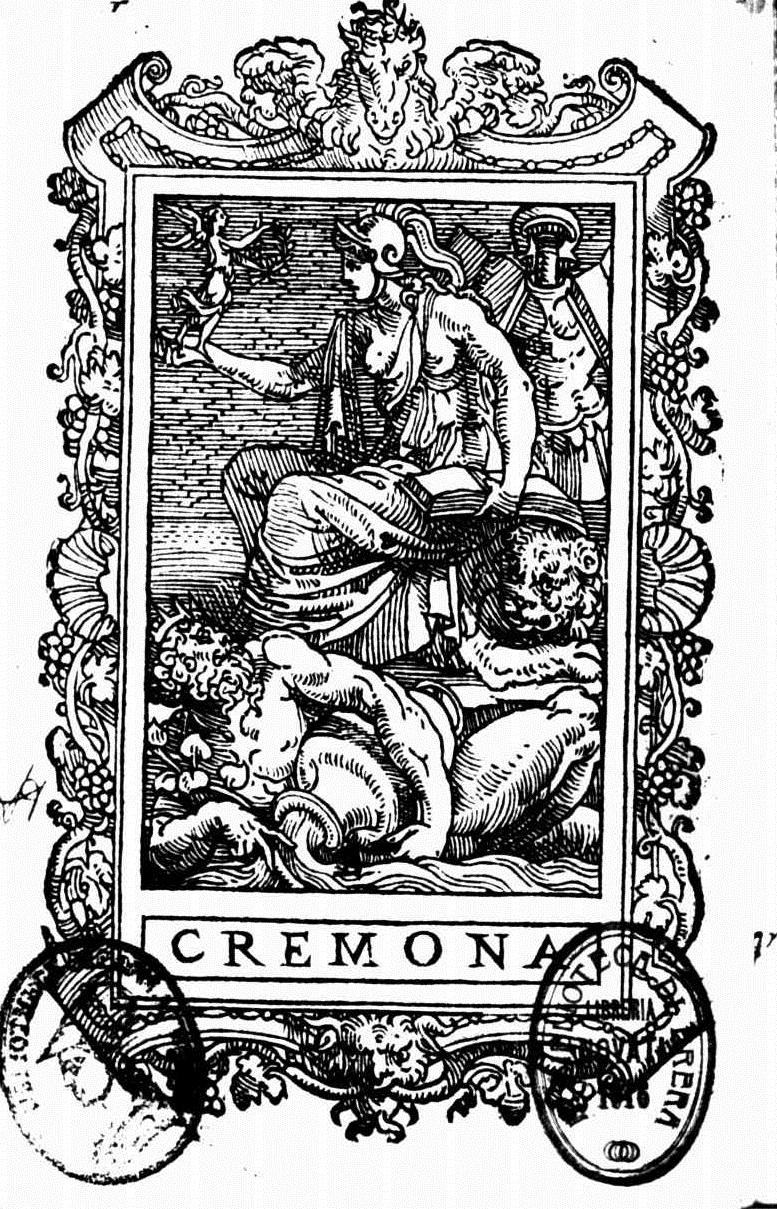
Cremonensium orationes III, frontispiece, 1550